# Słupsk
Słupsk (tyska: Stolp) är en stad med powiat-status i nordvästra Polen med cirka 100 000 invånare. Den ligger i Pommerns vojvodskap och var mellan 1975 och 1998 huvudstad i det numera avskaffade Słupsk vojvodskap. Staden har under senare år haft stark ekonomisk tillväxt, bland annat med hjälp av Scania AB som har busstillverkning här. I staden tillverkas även möbler och skor. 
Słupsk ligger vid floden Słupia som rinner genom staden, cirka 18 km söder om Östersjön. Historiskt sett har staden starka band med städerna Sławno och Ustka.

## Staden

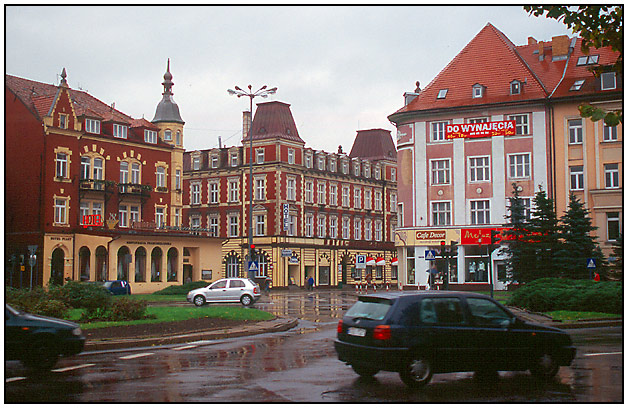
Słupsks centrum

Słupsk har en yta av 43,15 km², där cirka 21,12 km² täcks av byggnader, 5,74 km² av skog och 11,86 km² av jordbruksmark.
År 2005 hade Słupsk cirka 100 000 invånare varav 53 000 var kvinnor och 46 000 var män. Födelsetalen är för närvarande runt 0 procent.
Trots ökad ekonomisk tillväxt i området är arbetslösheten fortfarande mycket hög. I slutet av maj 2006 fanns det cirka 7 830 arbetslösa, varav 4 372 var kvinnor.

### Framtiden
Słupsk expanderar bland annat genom att skapa särskilda skattelättnader för investeringar i området. För närvarande finns det inga planer på att expandera kommungränsen, även om det förväntas inträffa snart[när?] för att möta det ökade investeringstrycket.

## Historia

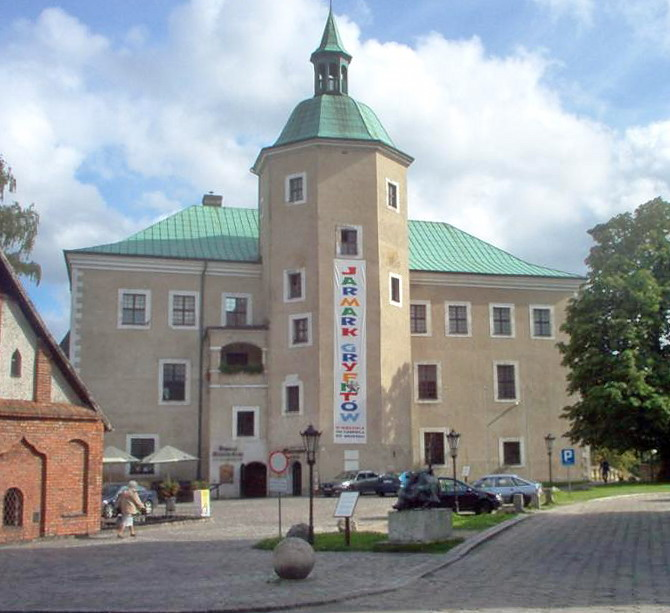
Slottet i Słupsk

Słupsk grundades av pomoraner som slog sig ner i området under 800-talet. Stadens tidigaste invånare bodde från början på en av öarna i floden, och man hade även ett försvarstorn som låg på en av kullarna i närheten (numera ligger en kyrka på samma plats). Under medeltiden inleddes en stark inflyttning av tyskar och stadens tidigare tyska namn är Stolp.
Vid Pommerns delning i tre delar 1107 bildade Słupsk tillsammans med Sławno (tyska Schlawe) ett hertigdöme. Åren 1135–1155 var Schlawe-Stolp förenat med Pommern och var 1227–1236 delat mellan Pommern och Pommerellen. Åren 1236–1306 ingick det i Pommerellen. Åren 1306–1317 styrdes det av Brandenburg och 1317 tillföll det Pommern-Wolgast.
År 1377 bröts Pommern-Stolp som hertigdöme ut ur Pommern-Stargard, som 1365 hade brutits loss från Pommern-Wolgast. Erik av Pommern (cirka 1382–1459), som var kung av Norge från 1389 samt av Danmark och Sverige från 1396, blev från 1392 hertig av Pommern-Stolp. När han dog återförenades Pommern-Stolp och Pommern-Stargard med Pommern-Wolgast. Genom tysk kolonisation försvann gradvis den ursprungliga slaviska befolkningen och staden dominerades redan på 1300-talet av tyskar.
Staden blev 1637 i samband med Westfaliska freden en del av Brandenburg genom dess förening med Preussen 1701 till detta rike och 1871 Tyskland. Under preussiskt styre tillhörde Stolp regeringsområdet Köslin i provinsen Pommern.
Efter Nazitysklands nederlag 1945 fördrevs alla tyskar och staden ombefolkades av enbart polacker.

### Tidslinje
- 1269 – Słupsk/Stolp grundas.
- 1310 – Staden flyttas till sin nuvarande plats.
- 1317 – Słupsk blir en del av hertig Wartislaw IV:s (1290–1326) Pommern-Wolgast.
- 1337 – Ustka köper Słupia.
- 1382 – Stolp blir en del av Hansan.
- 1395 – En större brand ödelägger staden.
- 1477 – Ännu en storbrand härjar staden, de flesta gotiska byggnader förstörs.
- 1564 – Pesten dödar mer än 100 invånare i staden.
- 1624 – Stolps ringmur börjar byggas.
- 1630 – Svenska trupper ockuperar Stolp.
- 1648 – Stolp blir en del av Brandenburg efter Westfaliska freden.
- 1825–1848 – Den industriella revolutionen startar i Stolp
- 1869 – Stolp ansluts till Preußische Staatseisenbahnen med järnvägsförbindelse till Köslin och Stettin.
- 1944 – Koncentrationslägret Aussenarbeitslager Stolp anläggs.
- 1945 – Sovjetiska trupper intar Stolp.
- 1970 – Kravaller mot kommunismen.
- 1986 – Nytt sjukhus byggs.

### Słupsks invånarantal
| År   | Invånare |
| ---- | -------- |
| 1810 | 5 393    |
| 1910 | 32 000   |
| 1939 | 50 337   |
| 1945 | ca 7 000 |
| 1950 | 33 100   |
| 1960 | 53 400   |
| 1970 | 68 900   |
| 1975 | 77 600   |
| 1980 | 86 100   |
| 1990 | 101 200  |
| 1995 | 102 700  |
| 1999 | 102 370  |
| 2003 | 99 987   |
| 2005 | 99 687   |

### Kända personer från Słupsk
- Wilhelm Sebastian von Belling
- Thomas Heinrich Gadebusch
- Gebhard Leberecht von Blücher
- Christian Ludwig Mursinna
- Lothar Bucher
- Wilhelm Dames
- Otto von Kameke
- Heinrich von Stephan
- Eduard Engel
- Hans Schrader
- Erwin Bumke
- Oswald Bumke
- Adolf Pojda
- Otto Priebe
- George Grosz
- Bronisław Jerzy Kostkowski
- Heinz Theuerjahr
- Otto Helm
- Michael Brüggemann
- Kasimir IV av Pommern
- Otto Liman von Sanders

## Kultur

### Teater
Det finns för närvarande tre teatrar i Słupsk
- Tęcza
- Rondo
- Nowy (Ny)

## Sport
- Energa Czarni Słupsk - Herrbasket
- Gryf '95 Słupsk - fotboll
- Słupia Słupsk - handboll
- Słupski Klub Sportowy Piast-B - badminton
- SKB Czarni Słupsk - boxning
- TPS Czarni Słupsk - Volleyboll damer
- Towarzystwo Pływackie Skalar Słupsk - simning
- SKLA M&S Okna Słupsk - Gymnastik
- Basket Słupsk - Herrbasket

## Vänorter
Archangelsk, Bari, Bukhara, Carlisle, Flensburg, Ustka, Vanda, Vordingborg